# Leichtathletik-Weltmeisterschaften 2022/Teilnehmer (Serbien)
| Goldmedaillen | Silbermedaillen | Bronzemedaillen |
| ------------- | --------------- | --------------- |
| —             | —               | —               |

Der Leichtathletikverband von Serbien nahm mit zwei Athletinnen und einem Athleten an den Leichtathletik-Weltmeisterschaften 2022 in Eugene teil.

## Ergebnisse

### Männer

#### Laufdisziplinen
| Athlet          | Disziplin | Vorlauf | Vorlauf | Halbfinale | Halbfinale | Finale | Finale |
| Athlet          | Disziplin | Zeit    | Platz   | Zeit       | Platz      | Zeit   | Platz  |
| --------------- | --------- | ------- | ------- | ---------- | ---------- | ------ | ------ |
| Boško Kijanović | 400 m     | 46,85 s | 35      | DNQ        | DNQ        | –      | –      |

### Frauen

#### Sprung/Wurf
| Athletin          | Disziplin  | Qualifikation | Qualifikation | Finale     | Finale |
| Athletin          | Disziplin  | Weite/Höhe    | Platz         | Weite/Höhe | Platz  |
| ----------------- | ---------- | ------------- | ------------- | ---------- | ------ |
| Ivana Vuleta      | Weitsprung | 6,65 m        | 11            | 6,84 m     | 07     |
| Milica Gardašević | Weitsprung | NM            | NM            | DNQ        | DNQ    |